# Tomba del Poggio al Moro
La Tomba del Poggio al Moro è una delle circa venti tombe etrusche dipinte conosciute a Chiusi, situate a ovest dell'abitato.
La tomba, costituita da tre camere, presenta affreschi con scene di danza e giochi funebri ed è databile al secondo quarto del V secolo a.C.
Secondo il Dennis presentava nella I camera le scene di giochi funerari e atletici
1. corsa dei carri
2. una danzatrice e un musicista con doppio flauto
3. due pugili
4. un giavellotto
5. atleta con halteres
6. due lottatori e un giudice
7. un orcio con olio
8. un discobolo
9. un atleta con due giavellotti nelle mani
10. un fanciullo con due vasi appesi a una corda
11. quattro atleti che corrono a piedi e un giudice che segna la linea di partenza
12. due atleti, di cui uno sta per cadere, che combattono su un otre oliato
13. tre atleti acrobati che saltano, di cui uno si catapulta in aria
14. due pali che forse costituiscono gli elementi portanti dell'attrezzo relativo al salto del cavallo